# Cătălin Predoiu
Cătălin Marian Predoiu (Buzău, 1968) és un polític romanès, membre del Partit Nacional Liberal. Ha sigut ministre de justícia en dues etapes i fou primer ministre interí durant tres dies, el febrer de 2012. El 6 de maig de 2025 fou nomenat de nou primer ministre interí de Romania, després de la dimissió de Marcel Ciolacu.